# Aliz antiochiai fejedelemné
Aliz antiochiai fejedelemné, született Aliz jeruzsálemi királyi hercegnő (1110 körül – 1151 után) jeruzsálemi királyi hercegnő, házassága révén Antiochia fejedelemasszonya.

## Élete
Aliz jeruzsálemi királyi hercegnő valamikor az 1110-es években jött világra II. Balduin jeruzsálemi király és Morfia melitenei úrnő második gyermekeként. Születésekor frank nemesi származású édesapja edesszai grófként uralkodott, csak 1118-ban örökölte a jeruzsálemi koronát. Édesanyja egy örmény uralkodó leányaként keleti légkört teremtett a királyi udvarban. A négygyermekes családban nem volt fiúgyermek; a hercegnő és három nővére rendkívül szoros kapcsolatban álltak egymással. A négy hercegnő erős természete és öntörvényűsége széles körben ismert volt a keresztesek között; a korban példátlan magatartás abból fakadt, hogy fiúgyermek híján a jeruzsálemi király leányai egyikét szánta örökösének, s ennek megfelelően neveltette őket.
1119-től kezdve a jeruzsálemi uralkodó irányította Antiochia fejedelemségét régensként, mivel annak törvényes uralkodója kiskorú volt, és itáliai földön élt édesanyjával. 1126 októberében a nagykorúságát elérő II. Bohemund antiochiai fejedelem megérkezett otthonából, hogy átvegye országa kormányzását. II. Balduin jeruzsálemi király nyomban lemondott régensi címéről; az ifjú fejedelem ugyanakkor politikai megfontolásból feleségül vette a király másodszülött leányát, Aliz királyi hercegnőt. A házasságtól „Balduin el volt ragadtatva, mert minden egyébtől eltekintve, Aliz önfejű, engedetlen leány volt, és Antiochia vagy 500 kilométerre feküdt Jeruzsálemtől.” A fejedelem és a jeruzsálemi hercegnő kapcsolatából egyetlen leánygyermek származott:
- Konstancia (1128–1163), később Antiochia fejedelemnője.

1130 februárjában, alig ötévnyi uralkodást követően az antiochiai fejedelem elesett egy ütközetben. Minthogy azelőtt már egyszer régensként irányította a fejedelemséget, az antiochiai nemesség újból a jeruzsálemi királyhoz fordult segítségért, és felajánlotta számára a régensi címet leányunokája, a kiskorú Konstancia fejedelemnő mellett. A király el is indult a városba, hogy átvegye a kormányzását, azonban tulajdon leánya bezáratta előtte a városkapukat. A városban élők körében csakhamar elterjedt, hogy a fejedelemasszony már nem elégszik meg a régensi címmel, szuverén uralkodó szeretne lenni. Ennek érdekében a fejedelemné szomszédos muszlim terület uralkodójához, Zangí aleppói és moszuli atabéghez folyamodott. A fejedelemasszony követeket küldött az atabéghez: felajánlotta számára leánya kezét és fennhatóságának elismerését, amennyiben az atabég meghagyja őt a város uralkodójának. A követeket a jeruzsálemi király elfogatta és kivégeztette, maga pedig V. Fulkó anjoui gróf társaságában sereggel közeledett a város felé. Antiochia örmény lakossága kezdetben támogatta a fejedelemasszonyt, mivel édesanyja örmény hercegnő volt, és a kincstári vagyon szétosztogatásával kezdetben a fejedelemné másokat is megnyert ügyének. A jeruzsálemi seregek közeledtével azonban a közvélemény mindinkább az özvegy fejedelemné ellen fordult. A frank nagyurak nem tudták elfogadni egy nő uralmát felettük; és elterjedt az a hír is, hogy Aliz fejedelemné kolostorba akarja száműzni tulajdon leányát, így szerezve meg magának a trónt. Az elégedetlenkedő nemesurak titokban kinyitották a jeruzsálemi seregek előtt a kapukat, a sereg bevonult a városba.
Aliz fejedelemné először a katedrálisba menekült édesapja elől; később mégis a király jóindulatára bízta magát. II. Balduin király megbocsátott leányának, és a kor szokásaitól eltérően mint a király ellen lázadót nem végeztette ki, hanem száműzte őt. A fejedelemasszonynak a férje által özvegyi birtokként kijelölt területre kellett visszavonulnia – Latakia és Dzsabala városát ugyanis nem vették el a tulajdonából. II. Balduin király visszatért a királyság fővárosába; az unokája feletti régensséget ugyan elvállalta, de a fejedelemség tényleges irányítását I. Joscelin edesszai grófra bízta.
Nem sokkal a fejedelemasszony száműzése után, 1131 augusztusában elhunyt II. Balduin jeruzsálemi király, majd kisvártatva I. Joscelin edesszai gróf is. A jeruzsálemi koronát a király legidősebb leánya, Aliz fejedelemné nővére, Melisenda és férje, V. Fulkó anjoui gróf örökölték mint társuralkodók. Kihasználva az uralkodóváltást és az antiochiai vezető halálát, Aliz fejedelemasszony szövetségeseket szervezve visszatért, hogy ismét magához ragadja a kormányzást a fejedelemségben.  A fejedelemné a régensi cím megszerzésével próbálkozott: „ez nem is tűnt észszerűtlennek, ha sikerül elismertetnie, hogy a jeruzsálemi király nem hűbérura Antiókhiának, hiszen mind a bizánci világban, mind nyugaton az volt a szokás, hogy a gyermek uralkodó helyett az anyja volt a régens.” Ezúttal mellette állt ki Pons tripoliszi gróf és II. Joscelin edesszai gróf is, akik elméletben a jeruzsálemi uralkodó vazallusai voltak. A történészek által máig vitatott az a kérdés, hogy a másik két keresztes állam uralkodója miért állt a fejedelemasszony mögé a hűbérúrral szemben: egyes feltételezések szerint attól tartottak, hogy az új király megkísérli majd kiterjeszteni a hatalmát, míg más vélemények szerint az özvegy fejedelemné egyszerűen megvesztegette őket. A tripoliszi gróf elzárta a jeruzsálemi seregek elől a szárazföldi utat, így Fulkó király kénytelennek bizonyult a tenger felől megközelíteni Antiochiát. 1132 nyarán a rugiai csatában a jeruzsálemi király vereséget mért a tripoliszi seregekre. Aliz fejedelemasszony meghátrált a túlerő előtt; sógora ismét száműzte őt Latakia városába. Fulkó király visszaállította Antiochiában a régensséget, Mauoir Rajnald antiochiai várkapitányra ruházva az irányítást.
Aliz fejedelemasszony latakiai udvarában külön világot teremtett magának. Saját nevével ellátott iratokat, adományleveleket állított ki; udvartartásában megfordultak a keresztes államok előkelői, nemesei és nagyurai. A fejedelemasszony azonban még nem tett le az Antiochia feletti uralom megszerzéséről; 1135-ben tárgyalásokat kezdeményezett Radulf mamisztrai püspökkel, aki a várkapitány halála után megkaparintotta a hatalmat. A fejedelemné nővére segítségét kérte: Melisenda királynő közbenjárására Fulkó király engedélyezte számára, hogy visszatérjen száműzetéséből. Antiochiában „megszabadult Radulftól”, és felvette a kapcsolatot II. János bizánci császárral a célból, hogy a bizánci trónörökös Mánuel herceg feleségül vegye Konstancia fejedelemnőt. Minthogy a házasság révén a fejedelemnő Bizánc majdani császárnéja lett volna, a bizánci udvarba kellett volna költöznie, otthagyva Antiochiát az édesanyjának. „Az elszörnyedt keresztesek ezt a lépést becsvágyó szeszélynek tulajdonították,” és – nem akarván szövetségre lépni a bizánciakkal – a jeruzsálemi királyhoz fordult segítségért. Fulkó király tudta, hogy ha megfelelő férjet talál unokahúga számára, akkor ezzel végleg megfosztja sógornéját a trónigényétől, mivel a férjet társuralkodóvá nyilvánítanák. A király sietve a Szentföldre hívatta Poitiers-i Rajmund francia főnemest, akinek „versenyt kellett futnia az idővel, hiszen Konstantinápoly sokkal közelebb volt, mint Európa, márpedig a bizánci császárt érdekelte Aliz ajánlata.”
Rajmund 1136 áprilisában, a bizánci követeket megelőzve érkezett meg a fejedelemség fővárosába. Először is Radulf pátriárkához fordult, aki bizonyos feltételekkel biztosította támogatásáról a lovagot. Ezután Rajmund rögtön házassági ajánlatot tett az özvegy fejedelemasszonynak; de amíg Aliz fejedelemné az esküvőre készülődött, az antiochiai nemesek segítségével Poitiers-i Rajmund elrabolta a mindössze kilenc esztendős Konstancia fejedelemnőt, és a pátriárka összeadta őket a székesegyházban. Aliz fejedelemasszony belátta, hogy elveszítette trónigényét: Rajmund a fejedelemnő férjeként és társuralkodójaként rangban fölötte állt; mint főnemes és katona megnyerte magának a nagyurak támogatását, és hűséges maradt a jeruzsálemi uralkodóhoz.
Aliz özvegy antiochiai fejedelemné elhagyta Antiochiát, ahová soha többé nem tért vissza. Latakiai udvarában maradt egészen élete végéig. Halálozási dátuma nem ismert; 1151-ben a johannita lovagrend nyilvántartása szerint még uralkodott mint „Latakia hercegnője”, ugyanakkor 1161-ben már nem volt jelen Melisenda jeruzsálemi királynő halálos ágyánál.